# 인공지능과 저작권
인공지능과 저작권에 대한 내용이다.
2020년대 들어 딥 러닝 기반 생성형 인공지능 모델의 급속한 발전으로 인해 생성형 AI를 훈련시키거나 사용할 때 저작권 침해가 발생하는지에 대한 의문이 제기되고 있다. 여기에는 스테이블 디퓨전과 같은 텍스트-이미지 모델과 ChatGPT와 같은 대규모 언어 모델이 포함된다. 2023년 기준 AI 모델 훈련을 위해 저작권이 있는 데이터를 사용하는 것에 대해 미국에서 여러 소송이 계류 중이며, 피고는 이것이 공정 사용에 해당한다고 주장한다.
인기 있는 딥 러닝 모델은 인터넷에서 스크랩한 대량의 미디어에 대해 훈련되며 종종 저작권이 있는 자료를 활용한다. 훈련 데이터를 수집할 때, 저작권이 있는 작품의 소싱은 관련 저작권법의 예외 사항에 해당되지 않는 한 복제를 통제할 수 있는 저작권 소유자의 배타적인 권리를 침해할 수 있다. 또한 모델의 출력물을 사용하는 것은 저작권을 위반할 수 있으며, 모델 작성자는 대리 책임으로 기소되어 해당 저작권 침해에 대한 책임을 질 수 있다.